# Anabremia massalongoi
Anabremia massalongoi är en tvåvingeart som först beskrevs av Jean-Jacques Kieffer 1909.  Anabremia massalongoi ingår i släktet Anabremia och familjen gallmyggor.
Artens utbredningsområde är Italien. Inga underarter finns listade i Catalogue of Life.